# Blue Peter

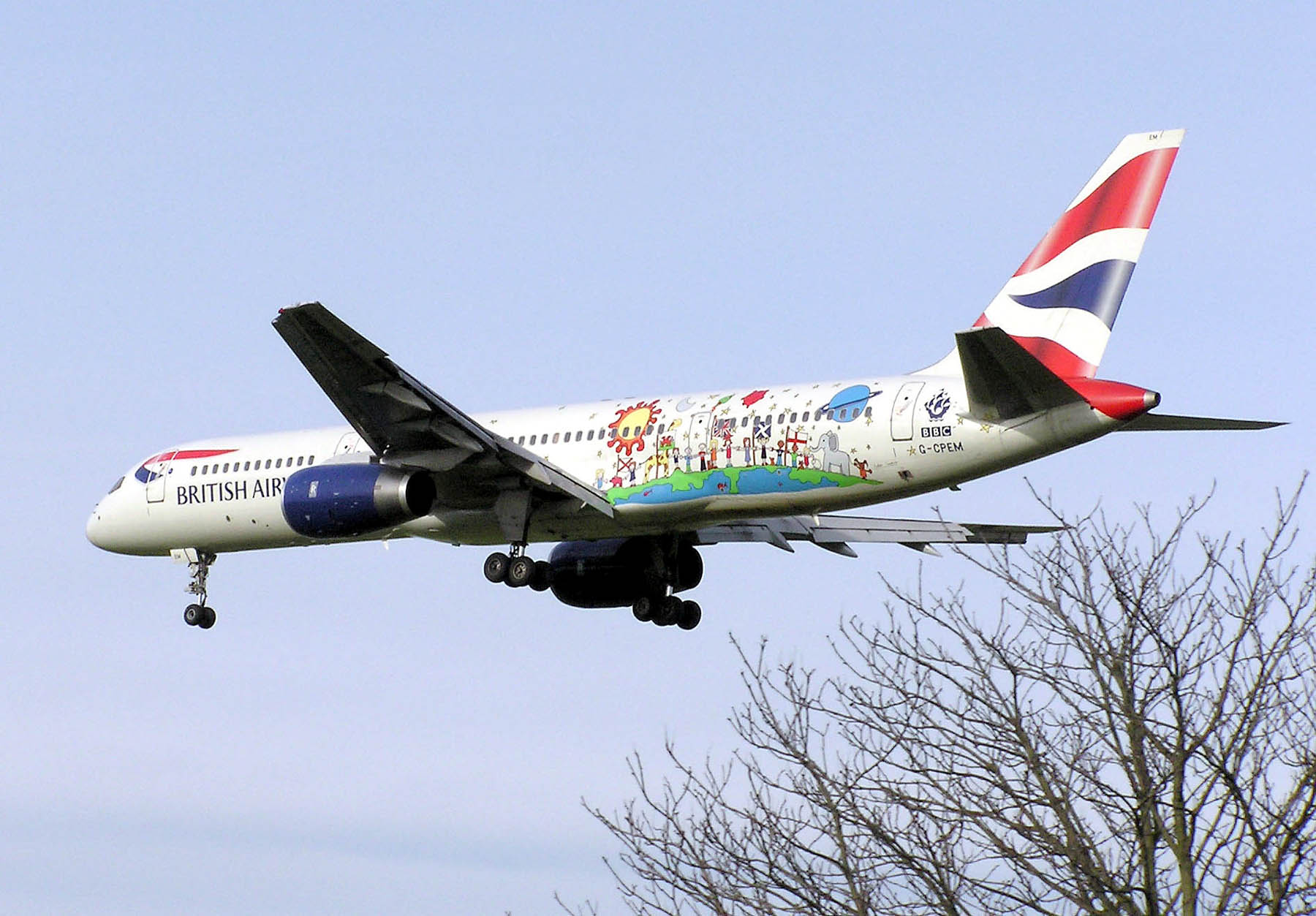
Pintura comemorativa alusiva ao programa infantil em avião da British Airways

Blue Peter é um programa de televisão britânica para crianças, produzido e exibido pela British Broadcasting Corporation. É bastante popular no Reino Unido e  é considerada a mais longeva série infantil televisiva - foi criado em 1958.
Seu nome foi dado por causa da bandeira azul-e-branca hasteada por um navio no porto quando está prestes a zarpar. A razão por trás da escolha do título do programa é que ele pretende ser uma viagem de aventura e descoberta, sempre falando sobre tópicos diferentes.
Uma peculiaridade do programa é a entrega da Blue Peter Badge (Distintivo do Blue Peter), uma honraria que permite a pessoa a entrar gratuitamente em vários locais do Reino Unido.